# Dmytro Pundyk
Dmytro Vasil'ovyč Pundyk (in ucraino Дмитро Васильович Пундик?; Tashkent, 21 febbraio 1989) è uno schermidore ucraino.

## Biografia
Ha conquistato una medaglia d'argento nei campionati europei di scherma di Lipsia del 2010 nella gara di sciabola a squadre.

## Palmarès
In carriera ha conseguito i seguenti risultati:
- Europei di scherma

2010 - Lipsia: argento nella sciabola a squadre.
- Universiadi

2011 - Shenzen: oro nella sciabola a squadre.